# Lorenzo Carrabs
Lorenzo Carrabs, vollständiger Name Lorenzo Carrabs Finno, (* 15. Oktober 1954 in Las Piedras) ist ein ehemaliger uruguayischer Fußballspieler und heutiger Trainer.

## Spielerkarriere

### Verein
Der 1,85 Meter große Carrabs stand zu Beginn seiner Karriere von 1969 bis 1970 in Reihen der Jugendmannschaft des Danubio FC. 1970 debütierte er als 15-Jähriger in der Segunda División und stieg mit dem Verein als Meister in die höchste uruguayische Spielklasse auf. Von 1971 bis 1977 gehörte er der Ersten Mannschaft in der Primera División an. Von 1978 bis 1979 spielte er in Kolumbien für Atlético Junior. Dem folgte eine von 1980 bis 1986 währende Karrierestation bei Atlético Nacional an. In dieser Zeit gewann er 1981 unter Trainer Osvaldo Zubeldía die Kolumbianische Meisterschaft. Von 1987 bis 1989 kehrte er zu Atlético Junior zurück und schloss sich 1990 Danubio ein zweites Mal an. Zum Abschluss seiner aktiven Karriere ist 1991 ein Engagement bei Nacional Montevideo und von 1992 bis 1994 bzw. 1995 bis 1996 bei Deportivo Maldonado verzeichnet. Mit Maldonado wurde er 1992 Campeón del Interior.

### Nationalmannschaft
Carrabs gehörte der uruguayischen U-20-Nationalmannschaft an, die 1974 an der Junioren-Südamerikameisterschaft in Chile teilnahm. Das Team wurde Vize-Südamerikameister. Im Verlaufe des Turniers wurde er von Trainer Carlos Silva Cabrera sechsmal eingesetzt. 1971/72 nahm er mit der A-Nationalmannschaft Uruguays an der Europatournee, einer „Mini Copa“ der Nationalmannschaften in Brasilien und 1976 an der Copa del Atlántico teil.

### Erfolge
- Vize-Junioren-Südamerikameister: 1974
- Kolumbianischer Meister: 1981

## Trainertätigkeit
Nach seiner aktiven Karriere schlug er die Trainerlaufbahn ein. Zunächst wirkte er von 1996 bis 1997 als Torwarttrainer bei Nacional Montevideo. In dieser Funktion war er von 1998 bis 1999 auch bei Miramar Misiones tätig, hatte aber in diesem Zeitraum und auch später auch das Amt des Co-Trainers und des Torwarttrainers der U-17 und U-20-Nationalmannschaft inne. Die Torhüter der U-17 und der U-20 betreute er bei der U-17-Südamerikameisterschaft 1999 und der U-20-Südamerikameisterschaft jenes Jahres sowie bei der U-17-Weltmeisterschaft 1999 und der U-20-Weltmeisterschaft 1999. Bei der Copa América 1999 war er zudem Torwarttrainer der A-Nationalmannschaft Uruguays. Auch bei den Südamerikameisterschaften 2001 der U-17 und U-20 sowie dem vorolympischen Turnier der U-23 betreute er die nationale Auswahl. Um 2000 bzw. 2001 war er überdies Co-Trainer und Torwartcoach bei Bella Vista. Auch schloss er den Trainerlehrgang der Asociación Uruguaya de Fútbol erfolgreich ab. Es folgte 2002 eine Anstellung als Co- und Torwarttrainer bei den Argentinos Juniors. In derselben Funktion war er 2003 bei Danubio und 2004 bei Centro Atlético Fénix tätig. Die weiteren Karrierestationen waren von 2005 bis 2006 Nacional de Quito (Co- und Torwarttrainer), mit denen er in jenem Jahr Ecuadorianischer Meister wurde, und die Ecuadorianische A-Nationalmannschaft (Torwarttrainer) während der WM-Qualifikation und dem Turnier 2006. 2007 war er Assistenztrainer und ebenfalls für die Torhüter zuständiger Coach bei der Nationalelf Kolumbiens. Mit den Kolumbianern nahm er an der Copa América 2007 teil. Zwischen Januar und Juni 2008 betreute er abermals in Assiztenz- und Torwarttrainerrolle Fénix. Dem schloss sich ein Engagement von Juli bis Dezember 2008 in gleicher Funktion bei Deportivo Pereira an. Das erste Halbjahr 2009 verbrachte er mit der gleichen Tätigkeit bei Atlético Nacional, das zweite bei Fénix. Erstmals war er von 2010 bis 2012 Cheftrainer. Er betreute die Reservemannschaft von Fénix. Von Mai 2012 bis Juni 2012 wurde ihm in den letzten drei Saisonspielen die Verantwortung für die Erstligamannschaft übertragen. Erneut trainierte er Fénix von Saisonbeginn 2013/14 bis Ende Oktober 2013 in der Primera División. Zur Apertura 2015 übernimmt er an der Seite von Jorge Castelli das Amt des Co-Trainers beim Danubio FC.

### Erfolge
- Ecuadorianischer Meister: 2005